# Manuel Bacigalupo
Manuel Bacigalupo Acevedo (Lima, 25 de dezembro de 1916 — Lima, 10 de junho de 1965) foi um ciclista peruano que competiu em dois eventos nos Jogos Olímpicos de Berlim 1936.